# 120e méridien ouest
En géographie, le 120e méridien ouest est le méridien joignant les points de la surface de la Terre dont la longitude est égale à 120° ouest.

## Géographie

### Dimensions
Comme tous les autres méridiens, la longueur du 120e méridien correspond à une demi-circonférence terrestre, soit 20 003,932 km. Au niveau de l'équateur, il est distant du méridien de Greenwich de 13 358 km,.
Avec le 60e méridien est, il forme un grand cercle passant par les pôles géographiques terrestres.

### Régions traversées
En commençant par le pôle Nord et descendant vers le sud au pôle Sud, Le 120e méridien ouest passe par:
| Coordonnées           | Pays, territoire ou mer     | Notes |
| --------------------- | --------------------------- | --- |
| 90° 00′ N, 120° 00′ O | Océan Arctique              | |
| 77° 01′ N, 120° 00′ O | Canada                      | Territoires du Nord-Ouest — Île du Prince-Patrick |
| 75° 50′ N, 120° 00′ O | Détroit de McClure          | |
| 74° 17′ N, 120° 00′ O | Canada                      | Territoires du Nord-Ouest — Île Banks |
| 72° 14′ N, 120° 00′ O | Détroit du Prince-de-Galles | |
| 71° 32′ N, 120° 00′ O | Golfe d'Amundsen            | |
| 69° 21′ N, 120° 00′ O | Canada                      | Nunavut Territoires du Nord-Ouest — passe par le Grand lac de l'Ours frontière Colombie-Britannique / Alberta — à partir de 60° 00′ N, 120° 00′ O Colombie-Britannique — à partir de Intersection Mountain à 53° 48′ N, 120° 00′ O; à ce point le méridien rencontre la Continental Divide |
| 49° 00′ N, 120° 00′ O | États-Unis                  | Washington Oregon — à partir de 45° 49′ N, 120° 00′ O frontière approximative Californie / Nevada — à partir de 42° 00′ N, 120° 00′ O Californie — à partir de 39° 00′ N, 120° 00′ O, à travers le South Lake Tahoe et juste à l'est de Madera                                             |
| 34° 27′ N, 120° 00′ O | Océan Pacifique             | Canal de Santa Barbara |
| 33° 59′ N, 120° 00′ O | États-Unis                  | Californie — Île Santa Barbara |
| 33° 57′ N, 120° 00′ O | Océan Pacifique             | |
| 60° 00′ S, 120° 00′ O | Océan Austral               | |
| 73° 44′ S, 120° 00′ O | Antarctique                 | Liste des territoires non revendiqués |